# The Crow: Stairway to Heaven
The Crow: Stairway to Heaven (in sommige landen ook uitgezonden als simpelweg The Crow) is een Canadese televisieserie, gebaseerd op de stripserie The Crow en de verfilming van deze strip uit 1994. De serie werd bedacht door Bryce Zabel. De hoofdrol in de serie wordt vertolkt door Mark Dacascos.
De serie telt 1 seizoen van 22 afleveringen.

## Verhaal
De serie draait om een muzikant genaamd Eric Draven, die samen met zijn verloofde Shelly wordt vermoord in hun appartement door een bende onder leiding van een zekere T-Bird. Op de brug tussen de aarde en het dodenrijk wordt Eric echter door een mysterieuze kraai mee teruggenomen naar de aarde, waar inmiddels een jaar is verstreken sinds de moord. De kraai maakt van hem een ondode met bovenmenselijke krachten om wraak te nemen op zijn moordenaars.
Eric houdt zich schuil in zijn voormalige appartement. Hij leert een paar mensen kennen waaronder de 13-jarige Sarah en de detective Albrecht. Hij jaagt zijn moordenaars een voor een op, maar ontdekt al snel dat hen simpelweg doden niet genoeg is om zijn missie te voltooien. Ondertussen houdt hij door het raam in zijn appartement contact met Shelly, die in het hiernamaals op hem wacht.

## Personages
- Eric Draven (Mark Dacascos): de hoofdpersoon uit de serie. Hij was een gitarist in Hangman's Joke, en had een contract bij Mace Reyes' recordlabel. Als The Crow is hij onkwetsbaar en ongewoon sterk.
- Daryl Albrecht (Marc Gomes): een detective die de moord op Eric en Shelly onderzocht. Hij wordt een bondgenoot van Eric, maar zet zo zijn eigen carrière op het spel.
- Shelly Webster (Sabine Karsenti): Eric’s verloofde die samen met hem werd vermoord. Ze wacht op de brug tussen de aarde en het dodenrijk op zijn terugkeer en zoekt geregeld contact met hem. Aan het eind van de serie springt ze van de brug in de hoop ook weer terug op aarde te komen.
- Sarah Mohr (Katie Stuart): een 13-jarig meisje dat behoorlijk volwassen is voor haar leeftijd. Ze was reeds vrienden met Eric en Shelly voor hun dood, en is Eric’s voornaamste vertrouweling na zijn terugkeer.
- Darla Mohr (Lynda Boyd): Sarah’s moeder die werkt voor Albrecht's precinct. Ze is een alcoholiste.
- Luitenant David Vincennes (Jon Cuthbert): Albrecht’s baas.
- Top Dollar/Jason Danko (John Pyper-Ferguson): de manager van de nachtclub Blackout. Hij werkt ook als huurmoordenaar voor Mace Reyes en huurt T-Bird’s bende vaak in voor zijn klusjes. Hij is geobsedeerd door Eric en diens kracht.
- India Reyes (Julie Dreyfus): de voormalige manager van de Blackout nachtclub en nu Mace Reyes’ vrouw. .
- Shea Marino (Gaetana Korbin): een werknemer bij de Blackout nachtclub.
- Skull Cowboy (Kadeem Hardison): een gids uit het hiernamaals voor mensen als Eric. Hij houdt zich meestal afzijdig in conflicten.
- Hannah Foster/Talon (Bobbie Phillips): een vrouw die net als Eric uit de dood is herrezen als Crow. Ze probeert een balans te vinden tussen haar lust voor wraak en haar pogingen vergeving te krijgen voor haar eigen daden.

## Afleveringen
1. The Soul Can't Rest
2. Souled Out
3. Get A Life
4. Like It's 1999
5. Voices
6. Solitude's Revenge
7. Double Take
8. Give Me Death
9. Before I Wake
10. Death Wish
11. Through A Dark Circle
12. Disclosure
13. The People vs. Eric Draven
14. It's A Wonderful Death
15. Birds Of A Feather
16. Never Say Die
17. Lazarus Rising
18. Closing Time
19. The Road Not Taken
20. Brother's Keeper
21. Dead To Rights
22. A Gathering Storm

## Productie
De serie werd geproduceerd in Vancouver. Opnames vonden onder andere plaats in de Sun Tower en het B.C. Museum of Mining.
De serie werd afgesloten met een cliffhanger en meerdere losse eindes voor een tweede seizoen, maar dat is nooit gemaakt omdat Polygram werd overgenomen door Universal Studios en deze de serie niet wilde voortzetten ondanks positieve reacties van kijkers. In plaats daarvan waren er plannen om de serie af te sluiten met een televisiefilm, maar die is eveneens niet gemaakt.
Alle 22 afleveringen zijn nu te zien op de website Hulu.

## Muziek
Net als bij de verfilmingen van de strip speelt underground-muziek in de televisieserie een belangrijke rol. Bands als Econoline Crush en Mudgirl hebben gastrollen in de serie. De soundtrack van de serie bevat onder andere nummers van Rob Zombie, The Crystal Method, Delerium, Bif Naked, The Painkillers, Oleander, en Xero.